# Иностранный корреспондент (фильм)
«Иностранный корреспондент» (англ. Foreign Correspondent) — остросюжетный художественный фильм режиссёра Альфреда Хичкока, снятый в 1940 году. Лента получила 6 номинаций на премию «Оскар»: за лучший фильм, оригинальный сценарий (Чарльз Беннет, Джоан Харрисон), мужскую роль второго плана (Альберт Бассерман), операторскую работу (Рудольф Мате), работу художника (Александр Голицын) и специальные эффекты (Пол Иглер, Томас Мултон).

## Сюжет
Главный редактор газеты «Нью-Йорк Глоуб» (Гарри Дэвенпорт) озабочен ситуацией в Европе: возрастающей мощью Адольфа Гитлера и нацистской Германии. После долгих поисков он назначает Джонни Джонса (Джоэл Маккри) иностранным корреспондентом под псевдонимом Хантли Хэверсток.
Основным объектом наблюдения репортёра становится Стивен Фишер (Герберт Маршалл), лидер Международной партии мира и представитель голландского дипломата Ван Меера (Альберт Бассерманн). По дороге на вечеринку Хэверсток встречает Ван Меера и просит у него интервью. На вечеринке Хэверсток встречает дочь Фишера Кэрол (Лорейн Дэй), а Ван Меер загадочным образом исчезает. Фишер информирует гостей, что он отправился на конференцию в Амстердам.
Во время конференции Ван Меер погибает от рук переодетого под фотографа убийцы. Хэверсток пытается догнать убийцу, а вместе с ним Кэрол и Скотт ффолиот (Джордж Сандерс), ещё один репортёр, заглавная буква в его фамилии была нарочно изменена на маленькую в честь казнённого предка. Группа преследует убийц до ветряной мельницы, Кэрол и ффолиот отправляются за помощью, а Хэверсток исследует мельницу, где находит живого Ван Меера — убитый был его двойником. Хэверсток вынужден бежать, полиция прибывает на место, но преступники уже увезли Ван Меера.
Хэверстока хотят похитить, вместе с Кэрол он идёт к её отцу, где узнаёт одного из виденных на мельнице преступников. Фишер всё отрицает и приставляет к Хэверстоку охранника, который пытается убить репортёра, но в результате погибает сам. Хэверсток и ффолиот понимают, что Фишер изменник, и шантажируют, заявив о похищении его дочери, но план проваливается. Тем не менее, им удаётся найти Ван Меера, из которого пытаются вытянуть секретные данные, дипломата доставляют в больницу. Тем временем Англия и Франция объявляют войну Германии.
При перелёте в Америку Фишер признаётся во всём своей дочери, говоря, что спасал свою страну своим путём. Самолёт попадает под обстрел и падает в море, выжившие пытаются спастись на отвалившемся крыле самолёта, которое не в состоянии выдержать всех. Фишер, видя это, совершает самоубийство, бросившись в море, Хэверсток и ффолиот пытаются спасти его, но неудачно. Спасшихся подбирает британский корабль, Хэверсток с его борта передаёт материал главному редактору газеты.

## В ролях
- Джоэл Маккри — Джонни Джонс / Хантли Хэверсток
- Лорейн Дэй — Кэрол Фишер
- Герберт Маршалл — Стивен Фишер
- Джордж Сандерс — Скотт Фолиот[2]
- Альберт Бассерман — Ван Меер
- Роберт Бенчли — Стеббинс
- Эдмунд Гвенн — Роули
- Эдуардо Чианнелли — господин Круг
- Гарри Дэвенпорт — мистер Пауэрс
- Мартин Кослек — бродяга
- Чарльз Хэлтон — Брэдли

В титрах не указаны
- Джеймс Финлейсон — голландский крестьянин
- Джейн Новак — мисс Бенсон

## Съёмки
Продюсер ленты Уолтер Вангер приобрел права на книгу мемуаров Винсента Шина «Собственная история» в 1935 году, но остался доволен сценарием лишь после пяти лет работы над ним и 16-ю его вариантами.
Хичкок, предпочитавший работать не под пристальным присмотром Селзника, первоначально хотел видеть в главных ролях Гэри Купера и Джоан Фонтейн, но Купер не предпочёл в тот момент сняться в триллере. Позже актёр признался Хичкоку, что совершил ошибку, отказавшись от роли в фильме.
После того, как фильм был готов, Хичкок побывал в Англии, откуда он вернулся 3 июля 1940 года, и сообщил, что Германия готова начать бомбардировку Лондона в любой момент. После этого Бен Хехт был вызван для того, чтобы написать новую концовку для фильма. Сцена на радиостанции была отснята 5 июля и заменила оригинальную концовку, где герои обсуждают происшествия фильма на борту трансатлантического самолёта. Немцы начали бомбить Лондон 10 июля.